# Amărăștii de Jos
Amărăștii de Jos là một xã thuộc hạt Dolj, România. Dân số thời điểm năm 2002 là 5939 người.